# Флаг Республики Сербская Краина
Флаг Респу́блики Се́рбской Кра́ины — государственный флаг непризнанного сербского государства на территории нынешней Хорватии. Флаг представляет собой прямоугольное полотнище соотношением сторон 1:2, состоящее из трёх равновеликих горизонтальных полос — красной, синей и белой. В центре флага изображён герб Республики Сербской Краины.
19 декабря 1991 года была провозглашена автономия РСК в составе Югославии, в качестве флага автономии использовался красно-сине-белый сербский триколор. После объявления о независимости РСК был принят государственный флаг с гербом, использовавшийся вплоть до ликвидации РСК войсками Хорватии в мае-августе 1995 года в ходе операций «Молния» и «Буря».